# Bank-Monument Station
Bank og Monument er forbundne London Underground- og Docklands Light Railway-stationer, der danner offentligt transport-kompleks under hele King William Streets længde i City of London. Bank Station, opkaldt efter Bank of England, åbnede i 1900 ved Bank-krydset og er betjent af Central, Northern og Waterloo & City lines, samt Docklands Light Railway. Monument Station, opkaldt efter monumentet for storbranden i London, åbnede i 1884 og er betjent af District og Circle lines. Stationerne har været forbundne siden 1933. Stationskomplekset er det fjerde travleste i London Underground-netværket og er i takstzone 1.

## Historie

### Metropolitan Inner Circle Completion Railway, 1884
I 1876 havde Metropolitan Railway (MR) og Metropolitan District Railway (MDR) bygget det mest af Inner Circle (nu Circle line), henholdvis til Aldgate og Mansion House. Selskaberne strides over færdiggørelsen af ruten, da MDR havde økonomiske problemer og MR var bekymrede over at færdiggørelsen ville have betydning for omsætningen grundet øget konkurrence fra MDR i City-området. Finansmænd i City ville gerne have banen fuldendt og skabte Metropolitan Inner Circle Completion Railway i 1874, der skulle forbinde Mansion House til Aldgate. Tvunget til at gøre noget købte MR selskabet ud, og begyndte sammen med MDR anlægget af den sidste del af Inner Circle i 1879. Den nye del af jernbanen havde to nye stationer: Tower of London Station og en anden beliggende nærmere The Monument.
Stationen ved Monument åbnede under navnet "Eastcheap" den 6. oktober 1884 og blev omdøbt "The Monument" den 1. november 1884. I begyndelsen betjente tog fra begge selskaber stationen med Inner Circle-tog, men andre betjeningsmønste er også blevet benyttet. Inner Circle-betjeningen fik en separat identitet som Circle line i 1949, selvom dets tog stadig blev benyttet af enten District eller Metropolitan Lines.

### Waterloo & City Railway, 1898
Waterloo & City Railway blev anlagt af London and South Western Railway (L&SWR) for at forbinde deres endestation, Waterloo, med City. Stationen åbnede den 8. august 1898, med perroner under Queen Victoria Street og tæt på Mansion House, under navnet "City".
De skrå passager til perronerne blev senere indrettet med et af de få sæt rullende fortove, der findes i netværket. Reklamer på Waterloo & City-stationen var ofte store vægmalerier på både vægge og lofter i gangtunnellerne, hvilket udgjorde et af de største reklamer i netværket. Waterloo & City line-perronerne blev omdøbt "Bank" den 28. oktober 1940.

### City & South London Railway, 1900
Den første station under navnet "Bank" åbnede den 25. februar 1900, da City & South London Railway (C&SLR, nu en del af Northern line) åbnede deres forlængelse fra Borough til Moorgate. Banens hidtidige endestation, King William Street fulgte en anden linjeføring, og blev lukket samtidig.
C&SLR havde fået tilladelse til at nedrive kirken St Mary Woolnoth, på hjørnet af Lombard Street, fra det 18. århunderede og bygge en station (oprindeligt foreslået som "Lombard Street") på stedet. Efter folkelige protester ændrede selskabet deres planer til kun at bygge en nedgravet billethal og elevatorindgang i kirkens krypt. Dette nødvendiggjorde at flytte ligene andetstedshen, styrke krypten med et stålskelet og understøttelse af kirkens fundamenter. Usædvanligt for stationer, der senere er konverteret til rulletrappeadgang, er den oprindelige elevatoradgang fra billethallen stadig i brug.

### Central London Railway, 1900
Åbningen af Central London Railway (CLR, nu Central line)'s østlige endestation på Bank fulgte den 30. juli 1900.
Ligesom for C&SLR betød den høje ejendomspris i City og tilstedeværelsen af Royal Exchange, Bank of England og Mansion House, at stationen måtte bygges udelukkende underjordisk. Tilladelsen, for at stationen kunne placeres under det travle vejkryds her, blev givet af City of London Corporation, på betingelse af at der blev opført offentlige gangtunneller. For at undgå at underminere vejen ovenover blev stationens elevatorer installeret i separate elevatorskakte, frem for parret to og to som normalt.
For at undgå at betale erstatning til ejendomsejerne og for at minimere mulige beskadigelser under anlæg og drift, blev CLR-tunnellerne placeret lige under offentlige gader. Dette medførte at perronerne under Threadneedle Street og Poultry blev så kurvede, at den ene ende af perronen ikke kan ses fra den anden. Øst for Bank Station har Central line-tunnellerne skarpe kurver, for at undgå Bank of Englands hvælvinger.
Grundet nærheden af CLR, W&CR og C&SLR-stationerne, og at betjeningerne ikke var i konkurrence med hinanden, blev billethallerne hurtigt korbundet, men der kom først forbindelse mellem CLR- og C&SLR-perronerne, da der blev installeret rulletrapper i 1920'erne.

### Monument link, 1933
Den sydlige ende af perronerne på C&SLR (der dengang var en del af Edgware-Highgate-Morden line) var tæt på Monument Station, og den 18. september 1933 åbnede en forbindende rulletrappe.

### Docklands Light Railway, 1991
Docklands Light Railway byggede en tunnelleret forlængelse til perroner parallelle med (men dybereliggende end) Northern line-perronerne, der åbnede den 29. juli 1991. DLR-perronerne blev forbundet med Central line i den ene ende og med Monument Station i den anden. Under udgravningen af en ny forbindelse mellem Waterloo & City og Central lines blev der fundet et tunnelboringsskjold, der var benyttet til Waterloo & City line. Dette skjold er nu en del af den nye gangtunnel, og passagerer går gennem dette ved transfer mellem de to baner.
I januar 1994 blev en statue af James Henry Greathead rejst udenfor stationen, ved siden af Royal Exchange. Den blev afsløret af City of Londons overborgmester, og er placeret på en sokkel, der skjuler en af The Undergrounds ventilationsskakter.

### Bemærkelsesværdige begivenheder
Under The Blitz ramte en tysk bombe Central line-billethallen 11. januar 1941. 57 personer blev dræbt og 69 kom til skade. Krateret, der målte 37 x 30 m, blev dækket med en Baileybro for at trafikken kunne passere ovenover. Selve stationen var lukket i to måneder.
Den 7. september 2003 blev Bank Station benyttet til en katastrofeøvelse, kaldet "den mest realistiske katastrofeøvelse af sin slags". Eventet varede adskillige timer og involverede omkring 500 politi-, brand-, ambulance- og London Underground-ansatte, og havde til formål at forberede alarmberedskabet på massedecontamination i tilfælde af et kemisk, biologisk, radiologisk eller radioaktivt angreb.

## Busforbindelser
London buslinjer 8, 11, 15, 21, 23, 25, 26, 40, 43, 76, 133, 141, 242 og 388 samt natlinjer N8, N11, N21, N26, N76, N133, N550 og N551 betjener stationen.

## Fremtid
Den oprindelige station havde elevatorer direkte til perronerne, men da rulletrapper senere skar igennem skakterne, blev adgangen for gangbesværede fjernet. Bank er en af de mest trængte stationer i myldretiderne, så Transport for London (TfL) vil ændre stationen signifikant ved at fjerne nogle flaskehalse, og forbedre gangbesværedes adgang. Stationens 15 rulletrapper udskiftes eller renoveres  med en ensretning i dele af stationen. Der er endnu ikke offentliggjort en dato for færdiggørelsen af rulletrapperenoveringen overfor stationens passagerer.
En ny indgang på Walbrook vil skabe nye rulletrapper og elevatorer til Waterloo & City line-perronerne, mens TfL forhører sig om omtunnellering af Northern line-perronerne, udvidelse af disse, installering af elevatorer og etableringen af en ny indgang i King William Street. Hvis det bliver vedtaget, vil dette arbejde blive udført fra 2015 til 2021.

## Galleri
- Circle og District lines-perronerne på Monument, set mod vest
- Nordgående Northern Line-perron på Bank
- Docklands Light Railway-perrong på Bank
- Rondel på Banks østgående Central line-perron